# Велю
Велю́ (фр. Veslud) — коммуна во Франции, находится в регионе Пикардия. Департамент коммуны — Эна. Входит в состав кантона Лан-2. Округ коммуны — Лан.
Код INSEE коммуны — 02791.

## Население
Население коммуны на 2010 год составляло 257 человек.
| 1962 | 1968 | 1975 | 1982 | 1990 | 1999 | 2010 |
| ---- | ---- | ---- | ---- | ---- | ---- | ---- |
| 274  | 252  | 213  | 247  | 222  | 252  | 257  |

## Экономика
В 2010 году среди 172 человек трудоспособного возраста (15—64 лет) 124 были экономически активными, 48 — неактивными (показатель активности — 72,1 %, в 1999 году было 75,0 %). Из 124 активных жителей работали 112 человек (60 мужчин и 52 женщины), безработных было 12 (6 мужчин и 6 женщин). Среди 48 неактивных 17 человек были учениками или студентами, 19 — пенсионерами, 12 были неактивными по другим причинам.